# 苞舌兰
苞舌兰为兰科苞舌兰属下的一个种。

## 扩展阅读
- 维基共享资源上的相關多媒體資源：苞舌兰 (Spathoglottis pubescens)
- 維基物種上的相關：苞舌兰 (Spathoglottis pubescens)